# Donna C. Kurtz
Donna Carol Kurtz (* 6. Dezember 1943 in Cincinnati) ist eine US-amerikanische Klassische Archäologin, die insbesondere zur Erforschung antiker griechischer Vasen wichtige Beiträge geleistet hat.
Donna C. Kurtz studierte zunächst an der University of Cincinnati Klassische Archäologie, wo sie mit dem Bachelorgrad abschloss. Danach wechselte sie als Woodrow Wilson Scholar an die Yale University, wo sie ihren Master machte. Für die Promotion im Jahr 1968 ging sie als Inhaberin eines Marshall-Stipendiums an das Somerville College der University of Oxford. Die Dissertation zum Thema The iconography of the Athenian white-ground lekythos betreute Martin Robertson. Sie wurde Grundlage ihrer späteren Monografie Athenian white lekythoi. Patterns and painters, eines Standardwerks zu den attisch-weißgrundigen Lekythen.
Nach dem Tod John D. Beazleys übernahm es Kurtz, dessen dem Ashmolean Museum der University of Oxford überlassenen Nachlass zu ordnen. Dafür wurde eigens eine Stelle, die des Beazley Archivist beziehungsweise Keeper of the Archive, an der  Faculty of Classics geschaffen. Aus diesen Arbeiten erwuchs das Beazley Archive, das heute zu einer der wichtigsten Institutionen weltweit auf dem Gebiet der Klassischen Archäologie geworden ist. Zunächst wurde das Beazley Archive von John Boardman geleitet, danach leitete es Kurtz als Direktorin, die mittlerweile eine Professur in Oxford erhalten hatte.  2011 folgte ihr als Leiter Peter Stewart nach. 1979 begann Kurtz mit dem Aufbau einer computergestützten Datenbank für das Beazley Archive, des Classical Art Research Centre (CARC), mit mittlerweile mehr als 100.000 Einträgen, das in Nachfolge Kurtz’ von Thomas Mannack betreut wird. Es gilt als die älteste wissenschaftliche Datenbank, die im Internet frei zugänglich ist. 2000 initiierte sie das CLAROS-Netzverk. Kurtz betreute mehr als 40 Promotionen. Nach der Pensionierung 2011 wurde sie Emeritus Fellow am Wolfson College in Oxford. In verschiedenen Projekten widmet sie sich der elektronischen Verknüpfung von Datensätzen verschiedener Museen und Institutionen der Oxforder Universität als Linked Open Data. Seit 2013 leitet sie das Oxforder Cultural Heritage Programme.
Zunächst lagen Kurtz’ Forschungsschwerpunkte in der Erforschung der antiken Keramik, insbesondere der attischen rotfigurigen und weißgrundigen Vasenmalerei. Darauf aufbauend beschäftigte sie sich auch mit griechischen Begräbnissitten. Aufbauend auf dem Werk Beazleys publizierte sie eine Monografie zum Berliner Maler. Seit 1975 gab sie gemeinsam mit John Boardman, Herbert A. Cahn und Erika Simon die Schriftenreihe Kerameus heraus. Spätestens seit den 2000er Jahren rückte vermehrt die Rezeption der antiken Kunst insbesondere in Oxford in den Mittelpunkt ihrer Forschungen. Durch ihre Arbeit an den Datenbanken des Beazley Archive widmete sich Kurtz zudem stark der Archäoinformatik, vor allem der Sammlung und Verknüpfung von Daten.

## Schriften
- mit John Boardman: Greek Burial Customs. Thames & Hudson, London 1971.
  - deutsch: Thanatos. Tod und Jenseits bei den Griechen. (= Kulturgeschichte der antiken Welt, Band 23), Philipp von Zabern, Mainz 1985, ISBN 3-8053-0539-7.
- Athenian white lekythoi. Patterns and painters. Clarendon Press, Oxford 1975.
- Herausgeberin mit Brian Sparkes: The Eye of Greece: studies in the art of Athens. Cambridge University Press, Cambridge 1982.
- The Berlin Painter. Clarendon Press, Oxford 1983.
- Herausgeberin: Beazley and Oxford. Lectures delivered at Wolfson College, Oxford on 28 June 1985. (= Oxford University Committee for Archaeology, Band 10). Oxford University Committee for Archaeology, Oxford 1985, ISBN 0-947816-10-0.
- Herausgeberin: Bernard Ashmole 1894–1988. An Autobiography. Oxbow Books, Oxford 1994, ISBN 0-89236-318-5.
- The reception of classical art in Britain. An Oxford story of plaster casts from the antique. Beazley Archive and Archaeopress, Oxford 2000.
- Reception of classical art. An introduction. (= Studies in classical archaeology, Band 3) Beazley Archive and Archaeopress, Oxford 2004.
- Herausgeberin mit Hans-Caspar Meyer und David Saunders: Essays in classical archaeology for Eleni Hatzivassiliou (1977–2007). Archaeopress, Oxford 2008, ISBN 978-1-4073-0284-3.